# NPO 2
NPO 2 est une chaîne de télévision généraliste néerlandaise de service public lancée en octobre 1964 et fait partie du groupe Nederlandse Publieke Omroep (NPO), organisme de radiodiffusion et chargée de l'audiovisuel néerlandais. Jusqu'en 2006 elle était une chaîne sportive, de divertissement, de jeux tv et d'événements majeurs. Aujourd'hui, NPO 1 est plutôt favorisée pour cela.
NPO 2 est désormais la chaîne culturelle des Pays-Bas (comme France 5 en France), diffusant des programmes sur les arts, la culture, la politique, la société et les religions ainsi que des documentaires scientifiques, animaliers et géographiques tout en effectuant des missions de service public. La NPO a déterminé en 2008 que Nederland 2 était la cinquième chaîne la plus regardée aux Pays-Bas avec une part de marché de 7.1 %.

## Histoire
Le 1er octobre 1964, Nederland 2 commence à émettre et est à l'origine une chaîne diffusant uniquement en soirée, mais à la suite d'un test où la chaîne était diffusée également la nuit, elle diffusa des programmes divers 24 h sur 24. En outre la programmation est remplie par le NIS, Teleac et d'autres petits programmes. 
En 1988, Nederland 3 a été lancée, ces interactions en soirée avec Nederland 1 ont disparu et de nouveaux programmes apparurent, comme NCRV, KRO, VARA, EO et les dates de diffusion changèrent sur les chaînes de la NPO avec parfois d'autres émissions, AVRO, TROS, la MTO. Parce que l'AVRO, TROS et Veronica, Perscombinatie, De Telegraaf et VNU voulaient faire de Nederland 2 une chaîne commerciale, une nouvelle diffusion avec ATV-/EPTV-kanaal fut imaginée, mais cette idée n'a pas abouti.
Le 19 août 2014, Nederland 2 est renommée « NPO 2 » comme l'ensemble des chaînes du groupe Nederlandse Publieke Omroep.

### Identité visuelle (logo)

Logo de Nederland 2 de 1964 à 1984
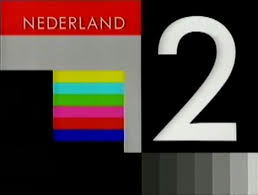
Logo de Nederland 2 de 1984 à 1988
Logo de TV2 de septembre 1990 à septembre 1994
Logo de TV2 de 1994 au 5 septembre 2003
Logo jaune de Nederland 2 du 5 septembre 2003 à 20 heures à 2006
Logo bleu de Nederland 2 de 2006 au 19 août 2014
Logo de Nederland 2 HD de 4 juillet 2009 au 19 août 2014
Logo de NPO 2 depuis le 19 août 2014

## Programmes

### Émissions
NPO 2 a une programmation identique chaque jour :
- Uitzending Gemist (« Émission manquée ») (9h10 à 16h00, et en rediffusion des programmes de Nederland 1 et 3 de la semaine précédente)
- Actualiteitenuur (« heure des actualités ») 22h00 à 23h00, avec Nieuwsuur
- Des émissions jeunesse comme School-TV, le jeudi matin de 9h30 à 11h05.
- Et le carrousel de la nuit avec les actualités de la journée (avec Één Vandaag, Uitgesproken, Nieuwsuur et Buitenhof)

Le samedi matin et après-midi, on peut y voir des programmes sur la culture et le dimanche des programmes religieux et sur le chant.